# Andris Ohtins
Andris Ohtins (ur. 1891 w guberni kurlandzkiej, zm. 20 stycznia 1938) – łotewski komunista, radziecki dyplomata.

## Życiorys
Od 1908 członek SDPRR, bolszewik, 1921-1922 zastępca pełnomocnego przedstawiciela (ambasadora) RFSRR w Mongolii, 1923-1925 konsul ZSRR w Kermanszahu (Iran), 1925-1926 pracownik Centralnego Aparatu Ludowego Komisariatu Spraw Zagranicznych ZSRR, 1926-1927 członek Zarządu Sowtorgfłota (Sowieckiej Floty Handlowej). Od 14 września 1927 do 2 września 1933 ambasador ZSRR w Mongolii, później do listopada 1937 szef Głównego Zarządu Ceł Ludowego Komisariatu Handlu Zagranicznego ZSRR.
16 listopada 1937 aresztowany, 20 stycznia 1938 skazany na śmierć przez Wojskowe Kolegium Sądu Najwyższego ZSRR "za przynależność do kontrrewolucyjnej organizacji" i rozstrzelany. 9 maja 1956 pośmiertnie zrehabilitowany.